# Henri Sajous
Henri Paul Pierre Sajous est un architecte français de style Art déco, né le 2 mai 1897 à Bordeaux dans le département de la Gironde et mort le 5 juillet 1975 à Nice dans les Alpes-Maritimes. Il a exercé son art en France et surtout au Brésil.

## Biographie
1897-1919 Enfance et jeunesse à Bordeaux 
Fils d'un employé de commerce pyrénéen, Jean Bertrand Léon Sajous (1865-1937), et d'une modiste bordelaise, Euphrasie Marguerite Bernelas (1873-1962), Henri Sajous fait partie d'une fratrie de quatre enfants. À l'âge de 12 ans, il s'inscrit aux cours du soir à l'École des beaux-arts de Bordeaux (dessin d'ornement). À 16 ans, il suit la classe du professeur Gaston Leroux (sculpture décorative et sculpture statuaire). À 18 ans, élève dans l'atelier d'architecture de Pierre Ferret, Il obtient le 1er prix au concours en loge d'architecture. C'est dans cet atelier qu'il rencontre Charles Hébrard, un de ses collaborateurs français et probablement aussi son ami Gabriel Rispal. Mobilisé de 1916 à 1919, il interrompt ses études. Pendant la première guerre mondiale il est gazé.
 1920-1930 Fin des études et diplôme à Paris 
En 1921, il est admis à l’École nationale supérieure des beaux-arts section architecture à Paris. Il est élève de Georges Gromort et de Roger-Henri Expert. Le 21 mars 1922, il obtient une 3e médaille en dessin, le 16 janvier 1923, le prix Edmond Labarre et le 14 mai 1929, une 1re seconde médaille en histoire de l'architecture. C'est à cette époque qu'il établit des liens avec Charles Nicod (grand prix de Rome) et Émile Molinié. Le 14 avril 1928, il se marie à Paris avec Jeanne Marthe Charlier. Ses amis Jean René Sauboa, artiste peintre, et Gabriel Rispal, sculpteur, l'entourent. Il obtient le diplôme d'architecte le 4 juin 1930 en réalisant l'établissement thermal de Cambo-les-Bains, en collaboration avec Charles Nicod et Émile Molinié. Il réalise des restaurations d'églises et des constructions (hôtel, villa). En 1930, Francisco de Souza Costa, propriétaire de l'établissement thermal de Cambo-les-Bains (Pyrénées-Atlantiques, France) et de la villa Arnaga, fait appel à lui pour la construction de la station thermale de São Lourenço (Minas Gerais, Brésil). Pour ce projet, Henri Sajous reprend les caractéristiques techniques et architecturales utilisées à Cambo-les-Bains.
 1930-1959 Architecte au Brésil 
Il fait valider son diplôme par le gouvernement brésilien et reste au Brésil de 1930 à 1959. Pendant quelque temps, il collabore avec l'architecte Charles Hébrard, le sculpteur Gabriel Rispal et l'ingénieur Auguste Rendu (celui-ci jusqu'en 1940-1945). De nombreuses réalisations témoignent de son travail à Rio de Janeiro : des résidences (Roubien, La Saigne, Braga, Neviere), la station thermale de São Lourenço, des immeubles (Mesbla, Biarritz, Tabor Loreto), le Collège São Miguel, le Palais du Commerce et l'église de la Sainte Trinité. À São Paulo, où il demeure de 1944 jusqu'à son retour en France, il décore l'immeuble Cruzeiro do Sul, il édifie des immeubles (Brasilia, Rodhia), la villa Maluf et le Jockey Club. En 1954, son neveu Michel Sajous le rejoint au Brésil et collabore avec lui dans la partie dessin architectural.
 1960-1975 Retour en France 
Il revient à Paris de 1960 jusqu'à sa retraite en 1972. La mort de sa femme, en 1962, l'affecte profondément. Il se remarie le 2 juin 1965 avec Rolande Marguerite Marie Graux, ce qui lui redonne le courage du travail. À cette période, il fait des allers-retours entre la France (exposition au Salon des artistes français au Grand Palais de Paris, 1967-1972, concours pour l'aménagement du nord de l'agglomération bordelaise, projet de rénovation du quartier des Halles de Paris) et le Brésil où il revient pour élaborer une collection de photographies de ses œuvres. Il assiste à la dépréciation de l'Art Déco mais ne se retrouve pas dans le mouvement moderne. Pour sa retraite, en 1972, il se retire à Nice dans les Alpes-Maritimes. C'est là qu'il meurt le 5 juillet 1975.

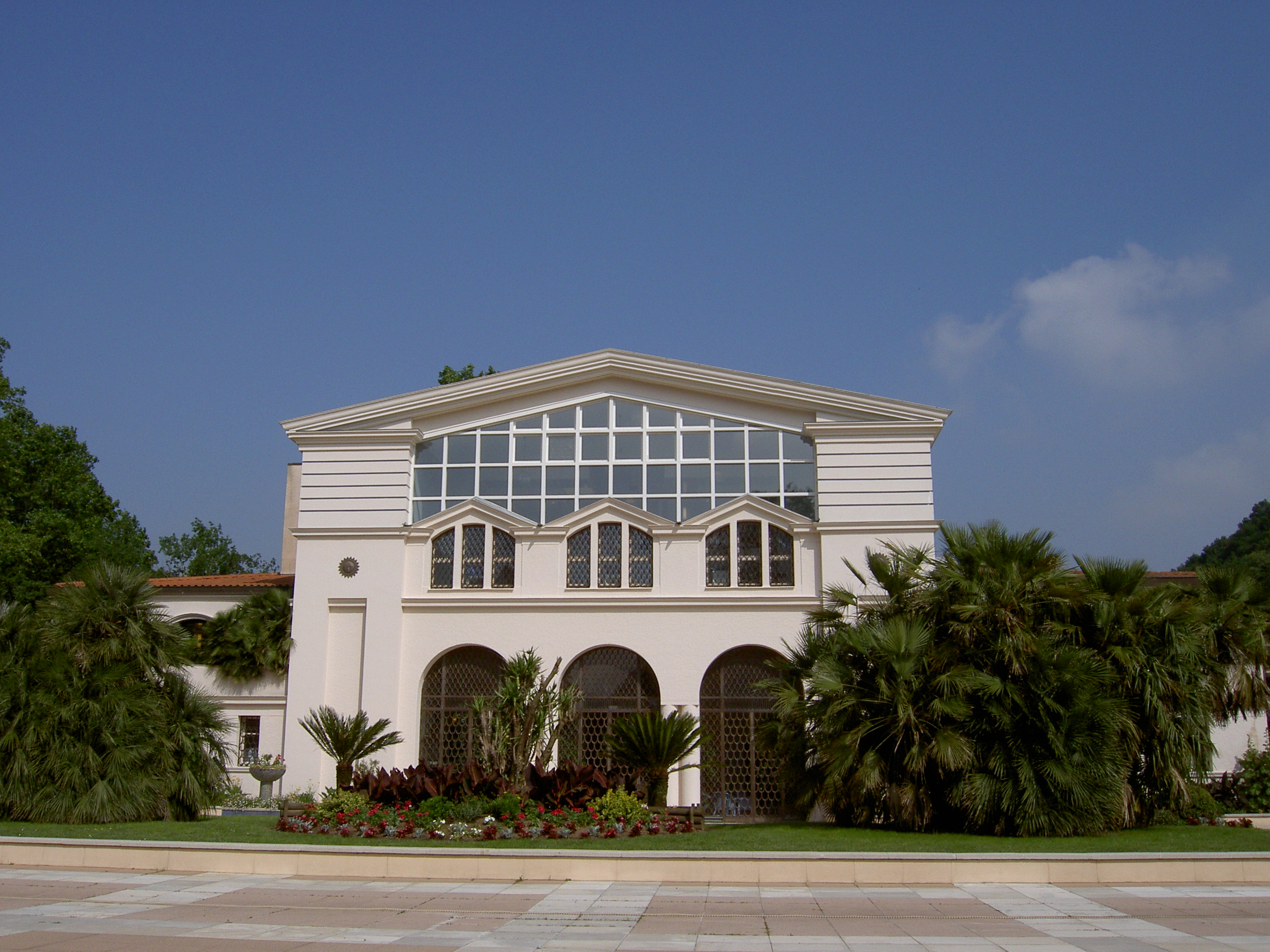
Bâtiment principal des thermes, Cambo-les-Bains

## Réalisations

### En France
- 1930[note 1], hôtel Hendaye, de style basque, Hendaye, avec Charles Hébrard[13] ;
- 1930[note 1], villa Côte d’Azur, avec Charles Nicod[14] ;
- 1930, établissement thermal, av. des Thermes, D10, Cambo-les-Bains (Pyrénées-Atlantiques), avec Charles Nicod et Émile Molinié[5] ;
- 1931, église de Lahosse, Letapy, D158 (Landes), avec Charles Hébrard[2] ;
- 1931, église d'Ibarre (Pyrénées-Atlantiques), avec Charles Hébrard[2] ;
- 1931, villa, Graulhet (Tarn), avec Charles Hébrard[15].

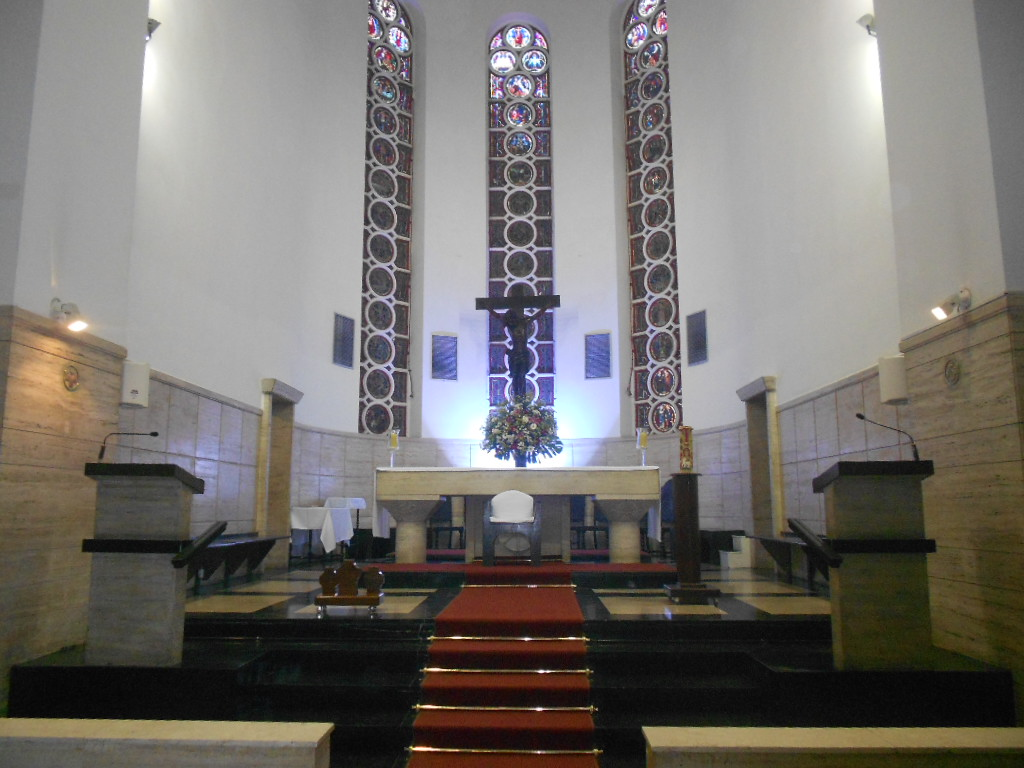
Église de la Sainte-Trinité (Igreja da Santíssima Trindade), Rio de Janeiro

### Au Brésil
- 1930[note 1], résidence Roubien, Rio de Janeiro[16] ;
- 1930[note 1], résidence La Saigne, Santa Teresa, Rio de Janeiro, avec Auguste Rendu[17] ;
- 1933, résidence Braga, Copacabana, Rio de Janeiro[18] ;
- 1934, résidence Neviere, Copacabana[19] ;
- 1935, station thermale, av. Comendador Costa, São Lourenço, avec Charles Hébrard et Auguste Rendu[20] ;
- 1936, immeuble Mesbla[11], 42 rue do Passeio, Rio de Janeiro, avec Auguste Rendu[21] ;
- 1937, collège São Miguel, av. Pde João Batista Apetche, Passa Quatro (Minas Gerais)[22] ;
- 1940, palais du Commerce[11], 9 rue da Candelária, Rio de Janeiro, avec Auguste Rendu[23] ;
- 1941, immeuble Brasilia, 209 rue José Bonifácio, São Paulo[24] ;
- 1944, villa Maluf, 915 av. Brasil, São Paulo[25] ;

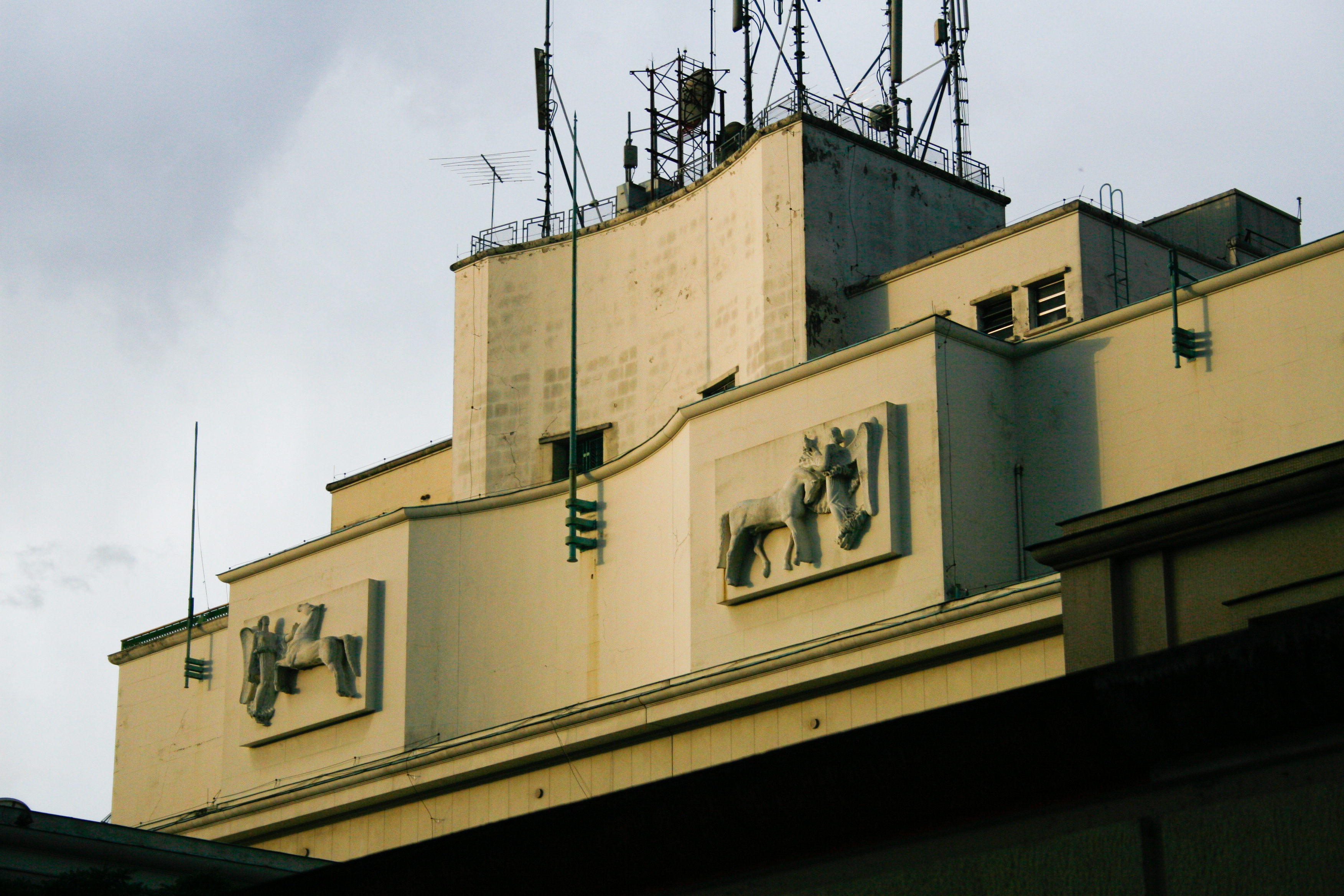
Jockey Club, São Paulo

- 1945[note 1], immeuble Biarritz, 268 plage de Flamengo, Rio de Janeiro, avec Angelo Bruhns et Auguste Rendu[26] ;
- 1945[note 1], immeuble Tabor Loreto, 244 rue plage de Flamengo, Rio de Janeiro[27] ;
- 1945, église de la Sainte-Trinité, 141 rue Senador Vergueiro, Rio de Janeiro[10], avec Auguste Rendu, Gabriel Rispal qui y sculpte 18 statues[28] ;
- 1946, immeuble Rodhia, 99 rue Líbero Badaró, São Paulo[29] ;
- 1954, Jockey Club, 1263 av. Lineu de Paula Machado, Morumbi, São Paulo[11], amélioration du projet d'Elisiário Bahiana (1938)[30], décoré par Bernard Dunand, Victor Brecheret[31]et Jules Leleu ;
- 1954, décoration de l'immeuble Cruzeiro do Sul, centre de São Paulo, avec Mieczyslaw Grabowsky, architecte[25].

## Style architectural
Henri Sajous apporte au Brésil le style Art déco acquis en France avec son professeur Roger-Henri Expert. Dans ses travaux au Brésil, il met en valeur le travail d'artistes français comme Bernard Dunand, Victor Brecheret, Gabriel Rispal (bas-reliefs et œuvres ornementales sur les façades, statues pour les églises, panneau en laque de Chine et sculptures équines pour le Jockey Club) et il fait venir des produits français d'excellente qualité (tapisseries d'Aubusson, grilles en fer forgé, lampes, etc.). Selon Francine Trevisan Mancini,

« Henri Sajous a contribué à l'architecture brésilienne du XXe siècle, non comme un avant-gardiste, mais comme un architecte qui a préféré défendre les valeurs acquises dans sa formation française, à l'École des Beaux-Arts de Paris. [...] Dans toutes ses œuvres, on note le style français, bon chic bon genre, symbole du bon goût pour l'élite brésilienne, chemin qui mène à Paris. [...] Laisser, dans chacune de ses réalisations, une place aux artistes et mettre en valeur leur travail, voilà sa caractéristique la plus remarquable. »

 Il allie le raffinement du détail et l'élégance de la décoration intérieure à son style architectural, auquel il reste fidèle jusqu'à la fin de sa carrière, malgré la montée du mouvement moderne.

## Titres et distinctions
- 1931-1932, membre de l'Institut central des architectes de Rio de Janeiro ;
- 1932-1966, membre de la Société des architectes diplômés par le gouvernement (SADG)[2] ;
- 1967, médaille d'honneur du Jury du Salon des Artistes français à l'Exposition au Grand Palais, en reconnaissance à la valeur de son travail au Brésil[32] ;
- Membre de la Société des artistes français ;
- Chevalier de la Légion d'honneur ;
- Croix de guerre 1914-1918[2] ;
- Sans connaître sa mort, le gouvernement brésilien lui octroie la décoration nationale de l'ordre de la Croix du Sud, la reconnaissance la plus importante offerte à un étranger[12].